# Beke Manó-emlékdíjasok listája
A matematikai gondolkodásra nevelés és a matematikát népszerűsítő munka elismerése, serkentése és támogatása céljából  a Bolyai János Matematikai Társulat 1951-ben Emlékdíjat alapított,  melyet Beke Manóról, a kiváló tudósról és a matematikai  nevelés egyik mesteréről és úttörőjéről nevezett el.
A Beke Manó-emlékdíj elsősorban hosszabb időn át végzett kiváló és eredményes matematikai nevelő-oktató munkáért adható ki.

## A, Á
- Abonyi Ivánné (1971)
- Ábrahám Gábor (2015)
- Achátz Imréné (1957)
- Aczél János (1961)
- Ács Katalin (1997)
- Ács Pál (1968)
- Ambróczy Géza (1954)
- Anda Károly (1967)
- Andrásfai Béla (1975)
- Antal Gábor (2004)
- Árokszállási Tibor (2000)
- Árvainé Libor Ildikó (2017)
- Aszódiné Pálfi Edit (2023)
- Asztalos Kálmánné (1985)
- Autheried Éva (1958)

## B
- Bajza Istvánné (2008)
- Bakos Tibor (1957, 1965)
- Baky Ágnes (1972)
- Balga Attila (2019)
- Balogh Viktória (1971)
- Baloghné Csöndes Enikő (2006)
- Bánky Judit (2011)
- Barabás Sarolta (1966)
- Bársony Sándorné (1972)
- Bartal Andrea (1978)
- Bartalis Istvánné (2014)
- Bartalovicsné Orosz Iringó (2009)
- Bartha Dénes (1968)
- Bartha Gábor (1986)
- Bede István (1982)
- Bede Lajos (1953)
- Békefi Zsuzsa (1973, 1998)
- Békésiné Kerekes Kornélia (2025)
- Bencze Mihály (2008)
- Benedek Ilona (1994)
- Bere Lászlóné (2017)
- Bereczkiné Székely Erzsébet (2015)
- Bereznai Gyula (1960)
- Berkes Jenő (1964)
- Bertalan Zoltánné (1976)
- Bige Istvánné (1986)
- Bíró Bálint (1997)
- Bíró Éva (2018)
- Bíró József (1955)
- Bizám György (1974)
- Bogdán Zoltán (1980)
- Bognár Imréné (1978)
- Bóka István (1955)
- Borbás Ferencné (1996)
- Boroska Miklós  (1979)
- Brenyó Mihály  (1995)
- Brenyó Mihályné (1987)
- Bukovszky Ferenc (1952)
- Burom Mária (2022)

## C, CS
- C. Neményi Eszter (1976, 2000)
- Cz. Nagyné Bándi Klára (2006)
- Czapáry Endre (1954, 1984)
- Czigány Tiborné (1986)
- Czimmermann József (2021)
- Cs. Nagy Gyuláné (1984)
- Csabai Attiláné (1985)
- Csahóczi Erzsébet (1991)
- Csanádi Józsefné (1995)
- Csatár Katalin (2012)
- Cseh István (1968)
- Cselyuszka Antalné (1998)
- Cser Andor (1967)
- Csete Lajos (2024)
- Csetényi Istvánné (2000)
- Csikósné Vörös Marianna (2016)
- Csizmadia Lajosné Vingler Katalin (2011)
- Csóka Gézáné (2018)
- Csorba Ferenc (1991)
- Csordás Andrásné (1984)
- Csordás Mihály (1998)
- Csordásné Szécsi Jolán (2018)
- Csúri József (1975)

## D
- Danczkay Győző (1965)
- Dancsó János (1995)
- Danyi Istvánné (1980)
- Darkó Béla (1966)
- Darvasné Bodon Anna (2007)
- Deli Lajos (1997)
- Demeter Károlyné (1976)
- Dér Zoltán (1956)
- Dobos Sándor  (2003)
- Doleszák Magdolna (1998)
- Domokos Géza (1960)
- Duró Lajosné (1984)

## E, É
- Eglesz Istvánné (1974)
- Egyed Antal (1961)
- Egyed László (2010)
- Előd Istvánné (1980)
- Erdős Gábor (2008)
- Erdős Pál (1962)
- Esztergomi Ernőné (1989)

## F
- Fábián Istvánné (2016)
- Fábos Lászlóné (1982)
- Faludi Istvánné (1955)
- Faragó László (1955)
- Farkasházi Csilla (2023)
- Farsang Pálné (1959)
- Fazakas Tünde (2000)
- Fejes Anikó (1990)
- Fenyvesi Mária (2017)
- Ferenczi Éva (2004)
- Figeczky Jenőné (1988)
- Filep László (2004)
- File Istvánné Gerencsér Zsuzsanna (2025)
- Fonyó Lajos (2014)
- Fonyóné Németh Ildikó (2021)
- Freller Miklós (1998)
- Freud Róbert (1997)
- Fried Ervin (1968)
- Fried Ervinné (2002)
- Füsti Andrásné (1990)

## G, GY
- Gábos Adél (1978)
- Gádor Endréné (1953, 1964)
- Gajárszki Rozália (2019)
- Gallai Tibor (1951)
- Garbaczné Olasz Andrea (2023)
- Gazsó István (1959)
- Gehér László (1987)
- Gémesi József (1951)
- Gencwein Ferenc (1965)
- Gerencsér Józsefné (1977)
- Gergely Péter (1976)
- Gosztomné Ivsics Eszter (2016)
- Göncfalviné Cseh Éva (2022)
- Göndöcs László (1958)
- Görög Mária (1988)
- Gulyás Tibor (2014)
- Gulyásné Nemes Katalin (2018)
- Gy. Molnár Lajos (1992)
- Gyarmathi László (1973)
- Gyengéné Beé Andrea (2005)
- Gyulai Éva (1990)

## H
- Hajnal Imre (1972, 1991)
- Hajós György (1959)
- Halász Ágnes (2003)
- Halmos Istvánné (1977)
- Hámori Veronika (2007)
- Hanzó Lajosné (1966)
- Harsányi Lászlóné (1987)
- Hasman Károlyné (1993)
- Hegedűsné Garda Éva (2024)
- Héjja Norbert (2024)
- Herczeg János (1974)
- Hetyei Gábor (1994)
- Hillné Benkó Katalin (2015)
- Hnisz László (1964)
- Hodászi Ede (1989)
- Hódi Endre (1952, 1960)
- Horváth Eszter (2001)
- Horváth Gertrúd (2009)
- Horvay Katalin (1962, 1969)
- Hraskó András (2006)
- Hubert Györgyné (2011)
- Hubert Tibor (1981)
- Hujter Bálint (2021)
- Huttmann Ferencné (1987)

## I
- Iharos Csabáné (2003)
- Iker János (1999)
- Ill Mártonné (1978)
- Imrecze Zoltánné (1964, 1988)
- Iványi Imre (1975)

## J
- Jakucs Erika (2017)
- Juhász Katalin (2013)
- Juhász Nándor(1995)

## K
- Káldi Éva (1992)
- Kallós Károlyné (1996)
- Kálmán Attila (1984)
- Kálmán László (1999)
- Kalmár László (1958)
- Kántor Józsefné (1981)
- Kántor Sándor (1972)
- Kántor Sándorné Varga Tünde (1986)
- Karádi Károlyné (1972)
- Károlyi Károly (1993)
- Kárteszi Ferenc (1956)
- Katz Margit (2001)
- Katz Sándor (2017)
- Késedi Ferenc (1960)
- Keszegh István (2011)
- Kimle Mária  (2020)
- Király László (2009)
- Királyné Nagy Éva (2001)
- Kiss Barna (1972)
- Kiss Gábor (2016)
- Kiss Géza (2012)
- Kiss Sándor (1996)
- Kiss Zoltán (2006)
- Kiss Zoltán (2022)
- Klein Imréné (2008)
- Knoll János (1970)
- Kobzos Ferencné (1975)
- Koleszár Edit (2010)
- Koller Lászlóné (1987)
- Komlóssy Lászlóné (1974)
- Konfárné Nagy Klára (2010)
- Konrád Ágnes (2009)
- Kosztolányi József (2000)
- Kosztolányiné Nagy Erzsébet (2014)
- Kothencz Jánosné (1997)
- Kovács Béla (2023)
- Kovács Csongorné (1980)
- Kovács Gabriella (2023)
- Kovács Károlyné Hadas Ildikó (1995)
- Kovácsné Győri Ida (1985)
- Kozma Jánosné (1990)
- Kozma Katalin Abigél (2025)
- Kozma Lászlóné (2021)
- Kozmáné Jakab Ágnes (2011)
- Kőhidi Tiborné (1980)
- Kőkúti Ágnes (2008)
- Kőváry Károly (1968, 1983)
- Kövesdi József (1986)
- Krix Márton (1962)
- Kruchió Mária (2024)
- Kubatov Antal (2002)
- Kun Andrásné (1990)
- Kunstár Jánosné (1973)
- Kuti Gusztávné  (2003)

## L
- Lábodi Gyöngyi (2013)
- Laczkó László (1995)
- Laczkovich Miklós (1992)
- Lájer Margit (1989)
- Lajkó Károly (2007)
- Lajos Józsefné (1982, 1999)
- Lakatos-Tóth István (2014)
- Lánczi Ivánné (1966)
- Láng Hugó (1964)
- Lángné Juhász Szilvia (2013)
- Lányi Veronika (2007)
- Lénárt István (2002)
- Lengyel Ferenc (1962)
- Ligeti Béla (1957)
- Lill Margit (1989)
- Lingl Zoltán (2024)
- Lipa András (1971)
- Lippai Gergelyné Orbán Edit (2005)
- Liptainé Reszegi Ágnes (2010)
- Lőrincz Pál (1952)
- Lukács Mártonné (1999)
- Lukács Ottó (1973)
- Lutzné Feszt Edit (2016)
- Lux Judit (2001)

## M
- Macskásy Attila (1971)
- Máder Attila (2021)
- Magyar Vendelné Szőcs Olga (2006)
- Makranczy Béla (1951)
- Maksa Gyula (2018)
- Maráz Lászlóné (1994)
- Marczis György (2007)
- Marosszéky Gábor (2003)
- Marót Rezső (1963)
- Maróti Lászlóné (2018)
- Marton Kálmán (1983)
- Matyuska Ferenc (2023)
- Merő László (1978)
- Mester István (1965)
- Mészáros József (2013)
- Meződy Jánosné (1979)
- Mihály Mária (megosztva) (2013)
- Mihályi Gyula (2020)
- Mike János (2008)
- Mikusi Imre (1996)
- Molnár Ernő (1972)
- Molnár István (megosztva) (2021)
- Molnár József (1969)
- Molnár Judit (megosztva) (2021)
- Mrávik Mihály (1988)
- Munkácsy Katalin (2010)

## N, NY
- Nádasi Márta (2001)
- dr. Nádháziné Borbola Éva (2023)
- Náfrádi Ferenc (2002)
- Nagy Ferenc (1963)
- Nagy Jánosné (1975)
- Nagy Józsefné (1997)
- Nagy Tibor (2012)
- Nagyné Lelkes Anikó (2022)
- Németh József (2000)
- Németh Julianna (2012)
- Némethy Katalin (1979)
- Nemetz Tibor (1982)
- Neukomm Gyula (1951, 1957)
- Novák Lászlóné (1985)
- Nyírő László (1983)

## O
- Oláh György (1985, 2010)
- Oláh Gyuláné (1975)
- Oláh Vera (2001)
- Olasz Tamásné (1994)
- Olosz Ferenc (2011)
- Oravecz Pálné (1976)
- Orosz Gyula (2014)
- Osváth Emese Márta (2025)

## Ö
- Ökördi Péterné (2016)
- Ördögh László (1959)

## P
Pálfalvi Józsefné (2005)
Pálfalvy Józsefné (1978)
Pálfi Sándor (1967)
Pálfy Sándor (1977)
Pálmai Mária (2006)
Pálmay Lóránt (1963, 1980)
Pálovicsné Tusnády Katalin (2019)
Papné Turboly Beáta (2014)
Papp Jánosné dr. Ádám Györgyi (1991)
Parai Gusztáv (1958)
Paróczay József (2009)
Paulics Istvánné (2003)
Paulovits György (2018)
Peák Istvánné (2000)
Pelikán József (2020)
Peresztegi László (1997)
Perlaki Ernőné (1973)
Péter Gyula (1970)
Péter Rózsa (1953)
Pilzné Nagylaki Tünde Erika (2025)
Pintér Ferenc (1993)
Pintér Klára (2005)
Pintér Lajos (1967, 1993)
Pintér Lajosné Vidó Erzsébet (1983)
Pirkó Béla (1974)
Póda Béla (1969)
Pogány János (1957)
Pogáts Ferenc (1979)
Polcz Katalin (2012)
Poronyi Gábor (2005)
Pósa Lajos (1981, 1994)
Pósa Vilmosné (1955)
Puskás Albertné (1991)
Puskás Imréné (1971)

## R
- Rábai Imre (1963)
- Rácz János  (2004)
- Radits Erzsébet (1967)
- Raisz István (1960)
- Randainé Szendrei Júlia (1989)
- Rédl László (1969)
- Regősné Jancsovics Julianna (2019)
- Reiman István (1958, 1966)
- Reiman Istvánné Baumann Éva (1995)
- Reményi Gusztáv (1955)
- Reményi Gusztávné (1961, 1981)
- Remeténé Orvos Viola (2011)
- Richter Sándorné (1990)
- Rieger Richárd (1952)
- Rigó István (2015)
- Rohovszky Rudolf (1970)
- Róka Sándor (1998)
- Rókáné Rózsa Anikó  (2020)
- Rozgonyi Tibor (2009)
- Ruzsa Imre (1971)

## S
- Salamon Éva (1979)
- Sárkány Ernő (1982)
- Scharnitzky Viktor (1973)
- Schmauser Károlyné (1981)
- Schmidt Eleonóra (1979)
- Schmidt József  (1989)
- Schultz János (2016)
- Sinkáné Papp Mária (2006)
- Sisa Sándorné (2015)
- Smidéliusz Zsuzsanna (1996)
- Sólyom Istvánné (2007)
- Somfai Zsuzsa (1989)
- Soós Paula (1951)
- Stallenberger Józsefné (2017)
- Stéger Ferenc (1956)
- Strohmajer János (1982)
- Stukovszkyné Henk Éva (2015)
- Surányi János (1952)
- Surányi László (1992)
- Suták Mihályné (1981)

## SZ
- Szabadfalviné Kormányos Anikó (2025)
- Szabados Anikó (2015)
- Szabadosné Bécsi Katalin (2010)
- Szabó István (2009)
- Szabó Jánosné (1992)
- Szabó Jenő (1961)
- Szabó Katalin (1993)
- Szabó Matúz Magdolna (2012)
- Szabó Sándorné (1986)
- Szabó Zsófia (2004)
- Szakál Péter (1975)
- Szakaliné Haraszti Éva (2002)
- Szakolcai Katalin (2011)
- Szalai András (1970)
- Szálka Györgyné (1978)
- Számadó László (2003)
- Számadóné Békéssy Szilvia (2006)
- Szamosfalvy Jánosné (2012)
- Szántó Zsuzsanna (2022)
- Szarka Zoltán (1995)
- Szeghő Lászlóné (1993)
- Székeli Andrea (2022)
- Székely András Zsolt (megosztva) (2013)
- Székely Péter (2024)
- Szele Tibor (1955)
- Széles Jenő (1977)
- Szeliánszky Ferenc (1953)
- Szemerey Andor (1974)
- Szénássy Barna (1956)
- Szénásy Mihály (1960)
- Szendrei János (1970)
- Szendrei Julianna (2001)
- Szepesi László (1985)
- Széplaki Györgyné (2013)
- Szerdahelyi  Andorné (1983)
- Szeredi Éva (2001)
- Szikszai József (1977)
- Szilágyiné Oravecz Márta (1998)
- Szilvási János (1966)
- Szoldatics József (2005)
- Szombathy Csaba (1988)
- Szommer Imréné (2002)
- Szomódi Zsuzsanna (2017)
- Szőllősyné Somfai Zsuzsa (2014)
- Sztanó Tamásné (1983)
- Sztrókayné Földvári Vera (1990)
- Szvetits Zoltán (1975)

## T
- Táborné Vincze Márta (1996)
- Takács József (1976)
- Takács Sándor (2019)
- Tarcsay Tamás (2004)
- Tarnai Magdolna (2007)
- Tatár István (1969)
- Thiry Imréné (1999)
- Tiszai Zoltánné (1975)
- Tóber Ernő (1995)
- Tolnai Jenő (1954)
- Tomcsányi Szabó Katalin (2021)
- Tomor Benedek (1977)
- Tóth Ferencné (2004)
- Tóth Imre (1994)
- Tóth István (2024)
- Tóth László (1985)
- Tóth Mariann (2022)
- Tóth Tiborné (1987)
- Tóthné Berzsán Gabriella (2017)
- Törökné dr. Bodzsár Mária (2019)
- Trebiczky Sarolta (1962)
- Tusnády Gábor (1978)
- Tusnády Gáborné (1991)

## U
- Udvarhelyi Csaba (2005)
- Udvarhelyiné Béres Irma (2016)
- Uhrin János (1995)
- Uhrin Jánosné (1995)
- Urbán Györgyné (2008)
- Urbán János (1976)

## V
- Vági Veronika (2013)
- Vajda István (1994)
- Vancsó Imréné (1988)
- Varecza Árpád (1992)
- Varga Árpád (1956, 1963)
- Varga József  (2003)
- Varga Katalin (2025)
- Varga Sándor (1961)
- Varga Tamás (1954)
- Varga Vince (2019)
- Várhelyi Ferenc (1958)
- Végh Erika (1999)
- Veres Pál (2002)
- Veress Jenő (1965)
- Vidéki Gusztávné (1979)
- Vigassy Lajos (1954)
- Vígh Mária (2002)
- Vikár István (1952)
- Vitkai Aranka (1967)
- Vörös Sándor (1987)

## W
- Wéber Anikó (1996)
- Weszely Tibor (1984)
- Winkler Mihályné (1975)
- Wolkensdorfer János (1977)

## Z, ZS
- Zalán Frigyes (1963)
- Zsinkó Erzsébet (1999)
- Zsovár Anita (2025)

## Forrás
https://www.bolyai.hu/dijaink-beke-mano-emlekdij